# The Grand Experiment
The Grand Experiment – album studyjny amerykańskiego wokalisty i multiinstrumentalisty Neala Morse’a. Muzyka na płycie została utrzymana w stylistyce rocka progresywnego. Wydawnictwo ukazało się 10 lutego 2015 roku nakładem wytwórni muzycznych Radiant Records, InsideOut Music i Metal Blade Records.

## Lista utworów
Opracowano na podstawie materiału źródłowego.
| CD 1 1. „The Call” - 10:10 2. „The Grand Experiment” - 5:29 3. „Waterfall” - 6:30 4. „Agenda” - 3:45 5. „Alive Again” - 26:39 |  | CD 2 (bonus) 1. „New Jerusalem (Freedom Is Coming)” - 7:30 2. „Doomsday Destiny” - 5:27 3. „MacArthur Park” - 11:07 4. „The Creation” (Recorded Live At Morsefest) - 18:40 5. „Reunion” (Recorded Live At Morse Fest) - 9:42 |  | DVD (bonus) 1. The Making Of „The Grand Experiment” - 45:40 2. „Agenda” (teledysk) - 3:47 3. „Grand Experiment” (teledysk) - 5:28 |

## Twórcy
Opracowano na podstawie materiału źródłowego.
| - Thomas Ewerhard - oprawa graficzna, design - Randy George - gitara basowa, bodhrán - Mike Portnoy - perkusja, instrumenty perkusyjne, wokal wspierający - Jerry Guidroz - inżynieria dźwięku - Eric Gillette - gitara, wokal wspierający - Bill Hubauer - instrumenty klawiszowe, klarnet, wokal wspierający |  | - Neal Morse - instrumenty klawiszowe, gitara, wokal prowadzący - David F McKee - loopy - Chad Hoerner, John Zocco - zdjęcia - Jim Hoke - saksofon - Chris Carmichael - smyczki |

## Listy sprzedaży
| Lista                          | Kraj              | Pozycja |
| ------------------------------ | ----------------- | ------- |
| MegaCharts                     | Holandia          | 26      |
| Media Control Charts           | Niemcy            | 38      |
| Schweizer Hitparade            | Szwajcaria        | 91      |
| Billboard Top Christian Albums | Stany Zjednoczone | 38      |